# Jaunutis
Jaunutis (în poloneză Jawnuta, în belarusă Яўнут; cu sensul de tânăr; botezat ca Ioann, „Jawnuța”, „Ioan” sau „Ivan”; ca. 1300 – după 1366) a fost Mare Duce al Lituaniei de la moartea tatălui său Gediminas în 1341 până când a fost destituit de frații săi mai mari Algirdas și Kęstutis în 1345.

## Sucesiune
Potrivit lui Jan Tęgowski, un istoric polonez, el s-a născut probabil între 1306 și 1309.
Jaunutis nu a fost menționat în nicio sursă scrisă înainte de moartea lui Gediminas. Există mai multe teorii de ce Gediminas l-a ales pe Jaunutis, un fiu mijlociu, drept succesor. Unii au sugerat că el a fost un compromis acceptabil între fiii păgâni (Algirdas și Kęstutis) și ortodocși (Narimantas, Karijotas, Liubartas) ai lui Gediminas. Alții au susținut că Jaunutis era fiul cel mare al celei de-a doua soții a lui Gediminas; astfel tradiția spune că Gediminas a fost căsătorit de două ori: cu o păgână și cu o ducesă ortodoxă.

## Domnie
Se știu foarte puține despre anii când a domnit Jaunutis. Au fost ani destul de pașnici, deoarece cavalerii teutoni au fost conduși de ineficientul Ludolf König⁠(d). Frații săi au fost mult mai activi: Algirdas a atacat Mozhaysk⁠(d), Ordinul Livonian, a apărat Pskov, iar Kęstutis l-a ajutat pe Liubartas⁠(d) în disputele succesorale din Galiția-Volinia.
Cronica Bychowiec menționează că Jaunutis a fost sprijinit de Jewna⁠(d), presupusa soție a lui Gediminas și mama copiilor săi. Ea a murit în c. 1344 și la scurt timp după aceea Jaunutis și-a pierdut tronul. Dacă a fost într-adevăr protejat de mama sa, atunci ar fi un exemplu interesant de influență deținută de regina-mamă în Lituania păgână. Cu toate acestea, un stimul concret al detronării sale ar fi putut fi o incursiune majoră planificată de către cavalerii teutoni în 1345.

## Viață ulterioară
Jaunutis a fost sprijinit de fratele său Narimantas⁠(d), care a călătorit la Jani Beg⁠(d), hanul Hoardei de Aur, pentru a forma o alianță împotriva lui Algirdas și Kęstutis. Jaunutis a fost închis la Vilnius, dar a reușit să scape și s-a dus la cumnatul său Simeon al Rusiei la Moscova. Acolo, Jaunutis a fost botezat ca Ioann, dar nu a reușit să solicite ajutor (posibil pentru că sora lui Aigusta, soția lui Simeon, a murit în același an). Atât Jaunutis, cât și Narimantas au trebuit să se împace cu Algirdas. Jaunutis a devenit Duce de Zasłaŭje.
Se presupune că a murit în c. 1366 pentru că este menționat pentru ultima dată într-un tratat cu Polonia din 1366 și nu este menționat într-un tratat cu Livonia din 1367. A avut trei fii, Symeon Zaslawski, Grzegorz Słucki și Michal Zaslawski. Michal a condus Zasłaŭje până la moartea sa la 12 august 1399 în bătălia de pe râul Vorskla.